# Hip hip hurra!
Hip hip hurra!, även kallad Hipp Hurra!, är en dansk-norsk-svensk långfilm från 1987, skriven och regisserad av Kjell Grede. Huvudrollerna gjordes av svenske Stellan Skarsgård (P.S. Krøyer), Pia Vieth (Marie Krøyer) och Stefan Sauk (Hugo Alfvén). 

## Handling
Filmen handlar om livet i konstnärskolonin (särskilt målarna) i danska Skagen omkring år 1900. I centrum för handlingen står triangeldramat mellan Peder Severin Krøyer, hans hustru Marie Krøyer och den svenske kompositören Hugo Alfvén, vars besök i Skagen ledde till att Marie Krøyer kort efter kom att lämna sin make för att i stället bli Alfvéns hustru. P.S. Krøyer kände på sig detta och skildrade triangelsituationen outtalat i målningar med den sommarsköna skagenstranden och idyllen som bakgrund. Men filmen skildrar också övriga rollfigurers, de kämpande konstnärernas och de kontrasterande fiskarnas och kyrksamma, fattiga bybornas slitsamma liv.
Denna blandning av begränsningarnas vemod och den extatiska längtan efter livsglädje och frihet har Kjell Grede sökt fånga i tidigare filmer som Harry Munter (1969) och Klara Lust (1971). Under 1980-talet fanns ett växande fokus på nordiskt 1800-talsmåleri, Skagen och skönhetslängtan i olika sammanhang (till exempel konstutställningar som Nordiskt ljus och böcker) och ett kortprogram i serien Konstpaus av Bengt Lagerkvist på SVT handlade just om dessa målningar och triangeldramat bakom dem. Detta tycks ha tänt någon gnista, för ungefär samtidigt satte flera olika nordiska filmare igång att skriva filmmanus om detta ämne. Danska Filminstituttet kom att föredra Kjell Gredes manuskript framför Jens Smærup Sørensens och Franz Ernsts Lyset over Skagen, som utkom i bokform 1986.

## Om filmen
Filmen hade världspremiär på filmfestivalen i Venedig den 1 september 1987 och fick där ett kyligt mottagande. Filmen hade svensk premiär på biograf Grand i Stockholm och på Sandrew biograferna i Göteborg, Helsingborg, Linköping, Lund, Malmö samt Uppsala den 4 september 1987. Filmen har visats vid ett flertal tillfällen på TV3, TV4 och SVT, bland annat i december 2019.

## Priser
Filmen blev rikligt internationellt prisad. Bland annat fick Kjell Grede och Lene Brøndum i rollen som P.S. Krøyers obemärkta beundrarinna, Lille, var sin Guldbagge för Bästa regi respektive Bästa skådespelerska och fotografen Sten Holmberg pris för Bästa foto vid filmfestivalen i Venedig, där Kjell Grede också tilldelades Silverlejonet – Juryns specialpris och var nominerad till Guldlejonet.

## Rollista i urval
- Stellan Skarsgård – Søren Krøyer
- Pia Vieth – Marie Krøyer
- Helge Jordal – Christian Krohg
- Stefan Sauk – Hugo Alfvén
- Lene Brøndum – Lille
- Morten Grunwald – Michael Ancher
- Ulla Henningsen – Anna Ancher
- Jesper Christensen – Viggo Johansen
- Karen-Lise Mynster – Martha Johansen
- Lene Tiemroth – Elsie
- Ghita Nørby – Henny
- Johan H:son Kjellgren – Oscar Björck
- Björn Kjellman – Johan Krouthén
- Ove Sprogøe – Bonatzi
- Preben Lerdorff Rye – blinde Christian
- Holger Boland – Niels Gaihede
- Benny Poulsen – Edvard Brandes
- Percy Brandt – doktor Lange, mentalhusläkare
- Linn Stokke – Oda Krohg
- Tor Stokke – Bjørnstjerne Bjørnson
- Erik Paaske – konstspekulant
- Tove Maës – Krøyers mor
- Steen Kaalø – konstnär
- Suzanne Ernrup – Ingegärd
- Preben Østerfelt – Drachmann
- Henning Jensen – målare
- Jens Arentzen – målare

## Med anknytning
Den danske regissören Bille Augusts film Balladen om  Marie Krøyer (2012) behandlar samma miljö och historia efter en bok med samma titel av Tonni Arnold.

## DVD
Filmen gavs ut på DVD 2008.